# Site mégalithique de Larcuste
Le site mégalithique de Larcuste est un site préhistorique situé dans le hameau homonyme sur la commune de Colpo dans le Morbihan. Il est constitué de deux cairns dont un renferme deux dolmens à couloir.

## Protection
Le site est référencé au sein de l'inventaire général du patrimoine culturel.

## Historique
Situé dans les landes Lanvaux, zone riche en monuments mégalithiques, le site de Larcuste constitue une véritable nécropole préhistorique et protohistorique, mentionnée dans divers inventaires dès le début du XIXe siècle (Mahé en 1825, Cayot-Delandre en 1839, Rosenzweiq en 1869). En 1855, Henri de Cussé et Léon Lallement, membres de la Société polymathique du Morbihan, y réalisent les premières fouilles archéologiques. Cussé fouille un monument, désormais disparu, dont la description semble correspondre à celle d'un dolmen à couloir sous cairn. Lallement fouille, au sud, dans le champ dit de la Motte, un tumulus daté de l'Âge du bronze, et au nord, dans le champ dit de Min Goh Ru, un dolmen, qui sera détruit lors du remembrement de 1967. Lallement décrit aussi à proximité immédiate un ensemble mégalithique, constitué d'un second dolmen, d'un groupe de sept menhirs disposés en cercle et d'un cairn. Ce second ensemble mégalithique est sauvé de la destruction lors du remembrement de 1967 grâce à l'intervention de Joël Lecornec, puis fouillé de 1968 à 1972 par Jean L'Helgouach et J. Lecornec.

## Monuments

### Cairns I et II
Les deux cairns, dits cairn « I et II », correspondent au complexe mégalithique décrit, mais non fouillé, par Lallement. Ils sont distants d'environ 2 m.

#### Cairn I
Le grand axe du cairn est orienté sud-ouest/nord-est. Le cairn est de forme rectangulaire et mesure 13 m de long sur 8,5 m de large. L'ensemble du cairn est ceinturé par deux murs de parement espacés de 0,80 à 1 m. Le cairn comprend deux dolmens à couloir, dénommés « IA et IB » par les fouilleurs. Le dolmens ouvrent au sud-est sur une aire au dallage régulier. 
Par comparaison architecturale, le cairn I a été daté du IVe millénaire av. J.-C.. Les profils des poteries provenant du cairn I, à l’exception du vase type Colpo, se rapportent au style de celles trouvées dans le cairn de l'île Carn ce qui correspondrait à une datation relative entre 3400 av. J.-C. et 3100 av. J.-C.. L'homogénéité et la rareté des dépôts matériels retrouvé dans les chambres laissent penser que le cairn I ne fut utilisé que durant une période assez courte. 

##### Dolmen IA
Le dolmen IA est situé au nord du cairn et son entrée débouche sur la façade sud-est du cairn. Le couloir mesure 2,80 m de long sur 1,10 m de largeur et 0,80 m de hauteur. Il est légèrement désaxé par rapport au centre de la chambre. Il est délimité par quatre dalles et de petits murets en pierres sèches. Le sol du couloir est dallé. La chambre est de forme oblongue (3,30 m de long sur 3,10 m de large). Elle est délimitée par des dalles jointives ou non, intercalées avec des petits murets en pierre sèche. La chambre est recouverte d'une unique dalle de couverture d'environ 10 m2 de surface. L'orthostate placé au fond de la chambre comporte une gravure jugigorme (en forme de « U »). Le mobilier archéologique découvert dans le dolmen IA est assez réduit : un bol assez grossier à surface noirâtre et bosselée découvert dans l'entrée, un fragment d'un second vase grisâtre à surface lisse et une forte quantité de silex dont une petite armature de flèche triangulaire.

##### Dolmen IB
Le couloir du dolmen IB mesure 3,10 m de long, il est délimité par des orthostates en granite. Le côté droit du couloir comporte un parement constitué de petites dalles plates dressées à la verticale contribuant à rétrécir le passage de 1 m à 0,65 m de largeur. La chambre n'est pas placée dans l'axe du couloir et sa forme est irrégulière (3,20 m sur 2,90 m). Elle est délimitée par orthostates jointifs et des murets en pierre sèche. Deux orthostates comportent des gravures (signes en « U » sur l'une, ligne ondulée sur l'autre). Le dolmen IB devait être couvert par une structure de pierres sèches montée en encorbellement. Le mobilier archéologique recueilli dans le dolmen IB comprend huit éclats de silex, une urne à fond rond (280 mm de hauteur sur 230 mm de diamètre) avec une ouverture très fine et quelques fragments d'un bol de facture plus grossière. 

Cairn I
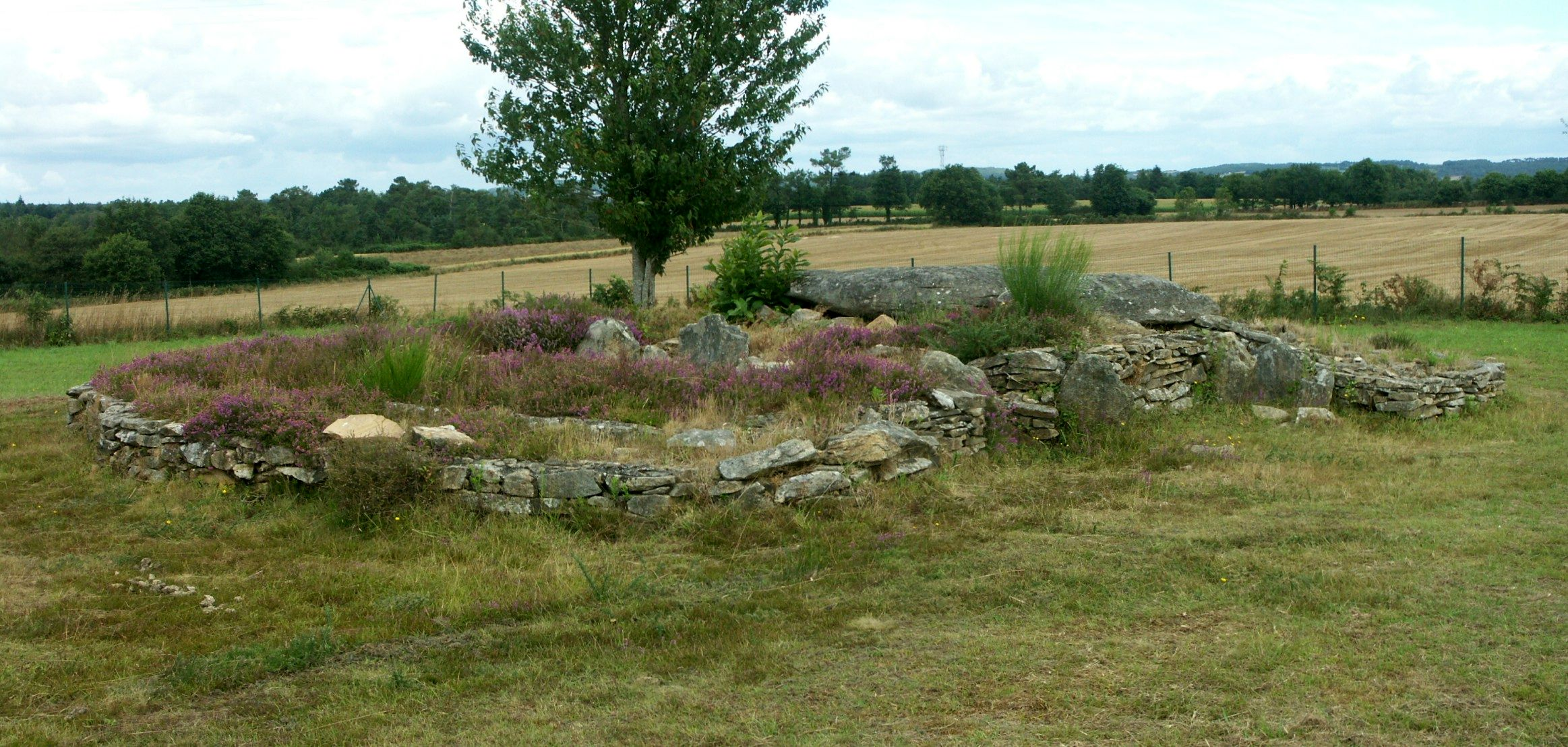
Vue d'ensemble depuis le sud-ouest.
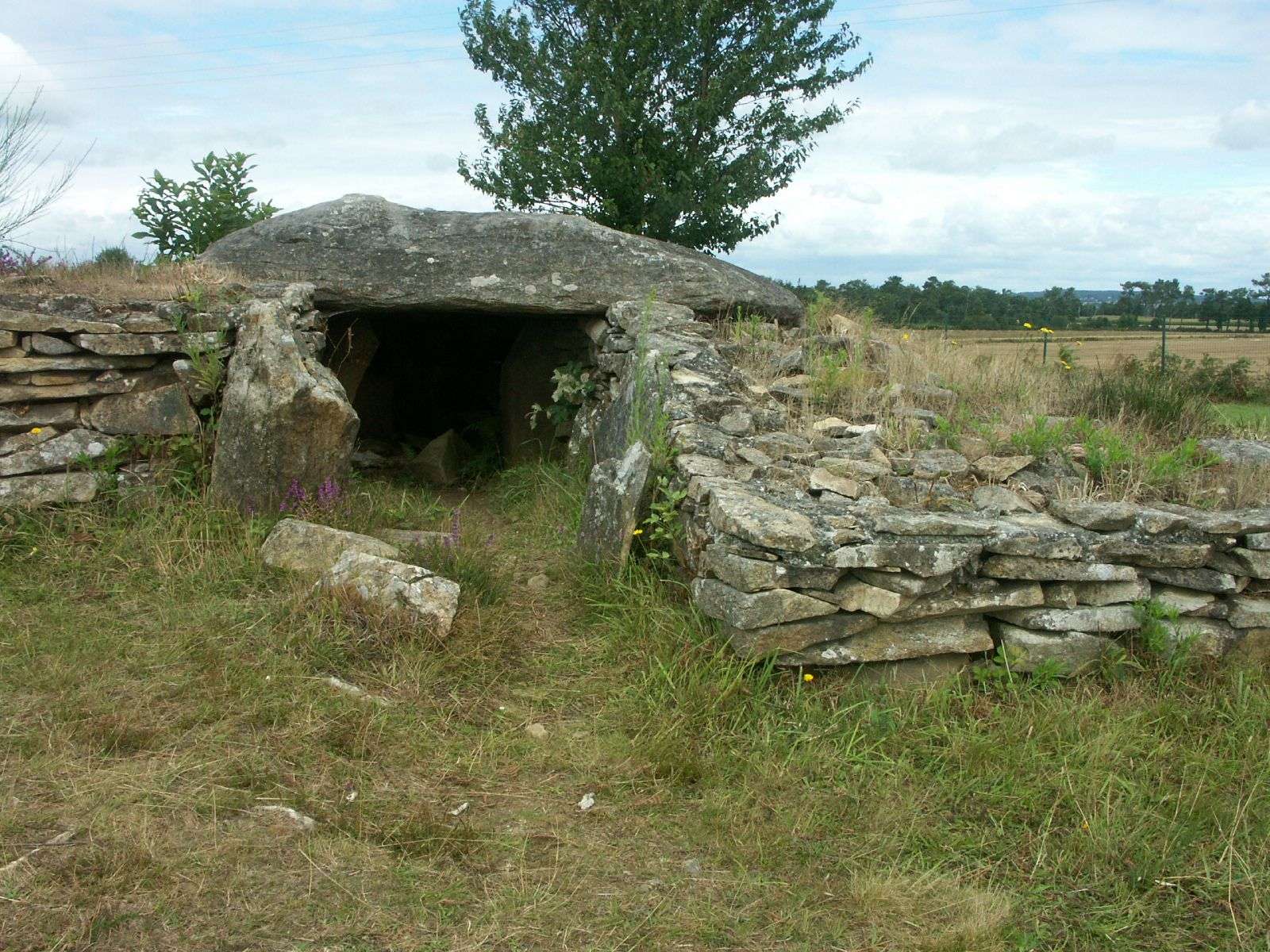
Entrée du dolmen IA.
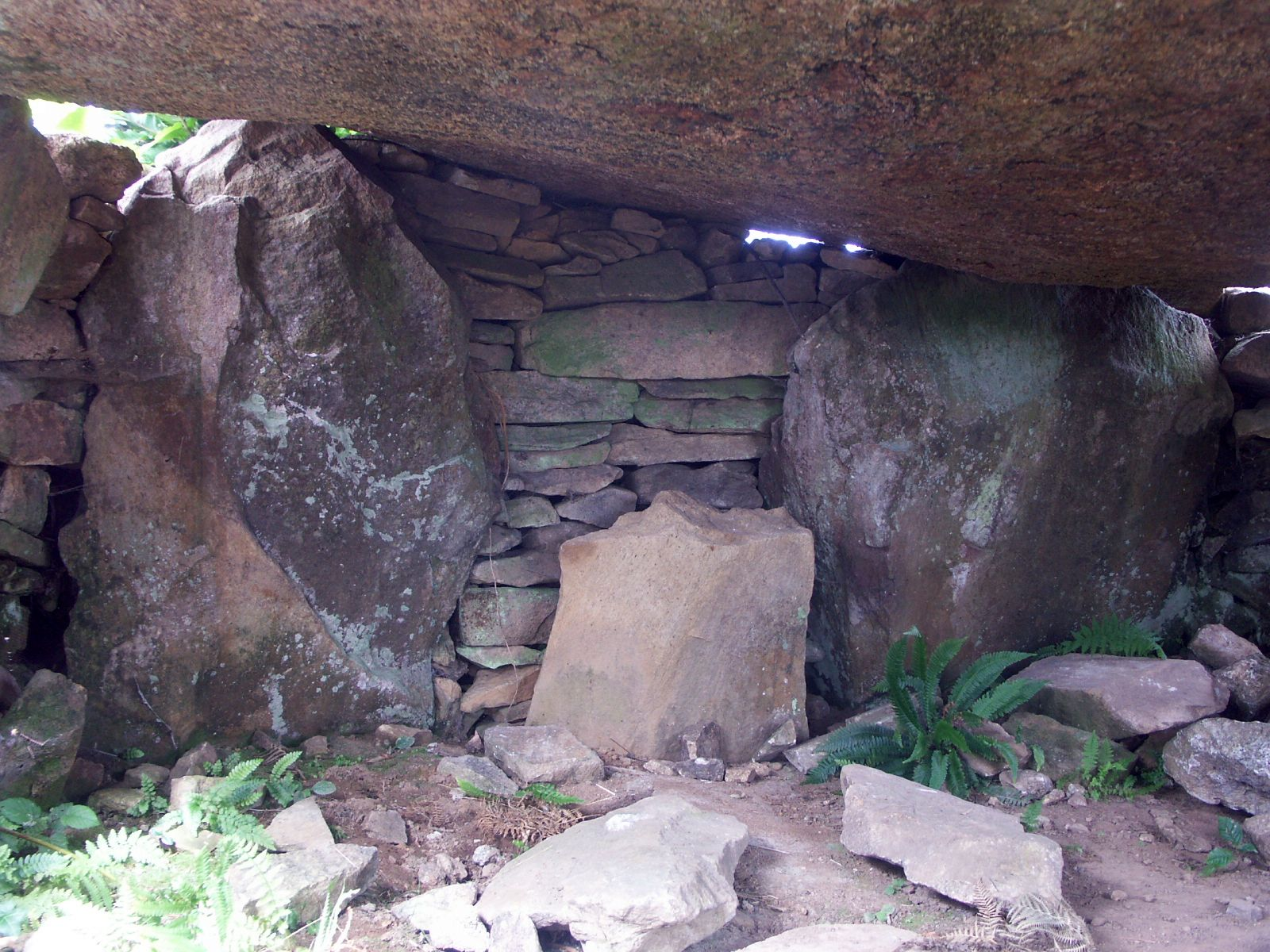
Intérieur du dolmen IA.
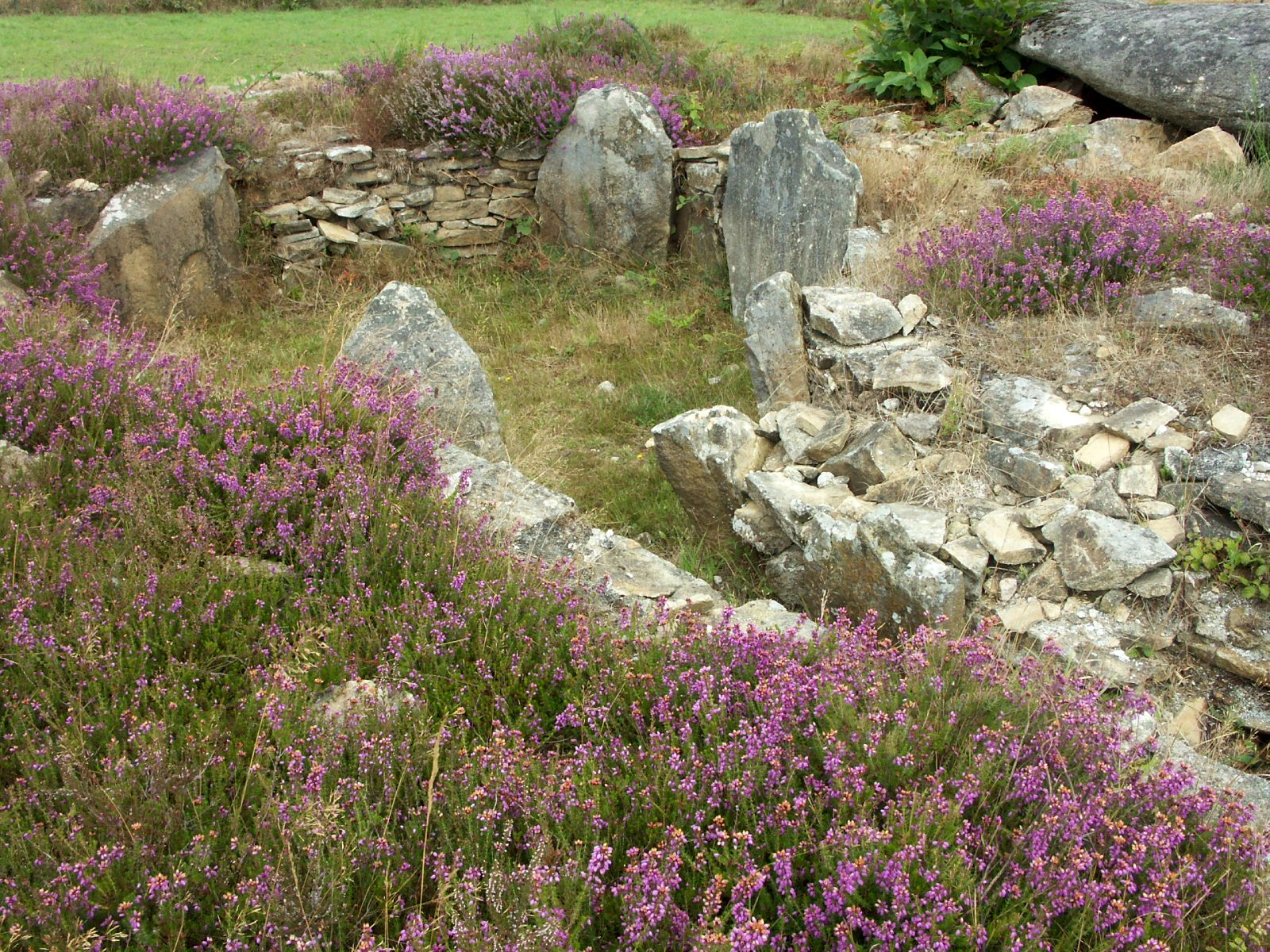
Dolmen IB.

##### Le vase de Colpo
Des tessons de poterie découverts à 0,30 m de la base du mur de parement du cairn I ont permis de reconstituer quasi-intégralement une coupe ornée, à pied creux, d'une hauteur totale de 152 mm.  Selon les fouilleurs, le vase devait à l'origine être posé sur le parement entre les dolmens IA et IB. La coupe comporte deux boutons opposés et elle est totalement couverte de coups de poinçons triangulaires disposés selon des lignes obliques. La couleur beige-orangée et le lissage de qualité confèrent à l'ensemble une très belle facture, « la qualité de la poterie est celle des meilleurs vases armoricains ». La coupe est conservée au Musée de Bretagne (non exposée). Une série de vases similaires recueillis en divers points de l'Armorique (cairn sud de Barnenez, cairns de l'île Guénioc, Sainte-Marine, camp du Lizo à Carnac, tumulus de Dissignac) ont conduit à définir ultérieurement un groupe stylistique spécifique de céramique, dit « type Colpo ». 

#### Cairn II
Le cairn mesure 30 m de long d'est en ouest et 27 m de large du nord au sud. Sa forme générale est oblongue, irrégulière, sans angle et il ne comporte aucun mur de parement. Il renferme un unique dolmen dont l'entrée ouvre sur la face sud-est du cairn par un couloir axial de 10,20 m de longueur et 1,10 m de largeur : les quatre premiers mètres sont délimités par des murs en pierre sèche, puis le couloir se prolonge sur 10,20 m de longueur en desservant six petites chambres réparties de part et d'autre d'un axe est-ouest. Les chambres sont de forme sub-circulaire à rectangulaire. Cinq chambres comportent une dalle de seuil. La hauteur primitive des chambres ne devait pas dépasser 1,10 m. Tout le monument a été construit avec des pierres sèches en dehors des tables de couverture qui sont mégalithiques. Chaque chambre est recouverte d'une dalle unique. Toutes les chambres furent soigneusement obstruées, après utilisation, par une pierre placée sur chant, doublée par une murette de pierre sèche qui venait se fondre complètement dans la paroi du couloir rendant sa présence indécelable pour un visiteur ultérieur. 

Cairn II
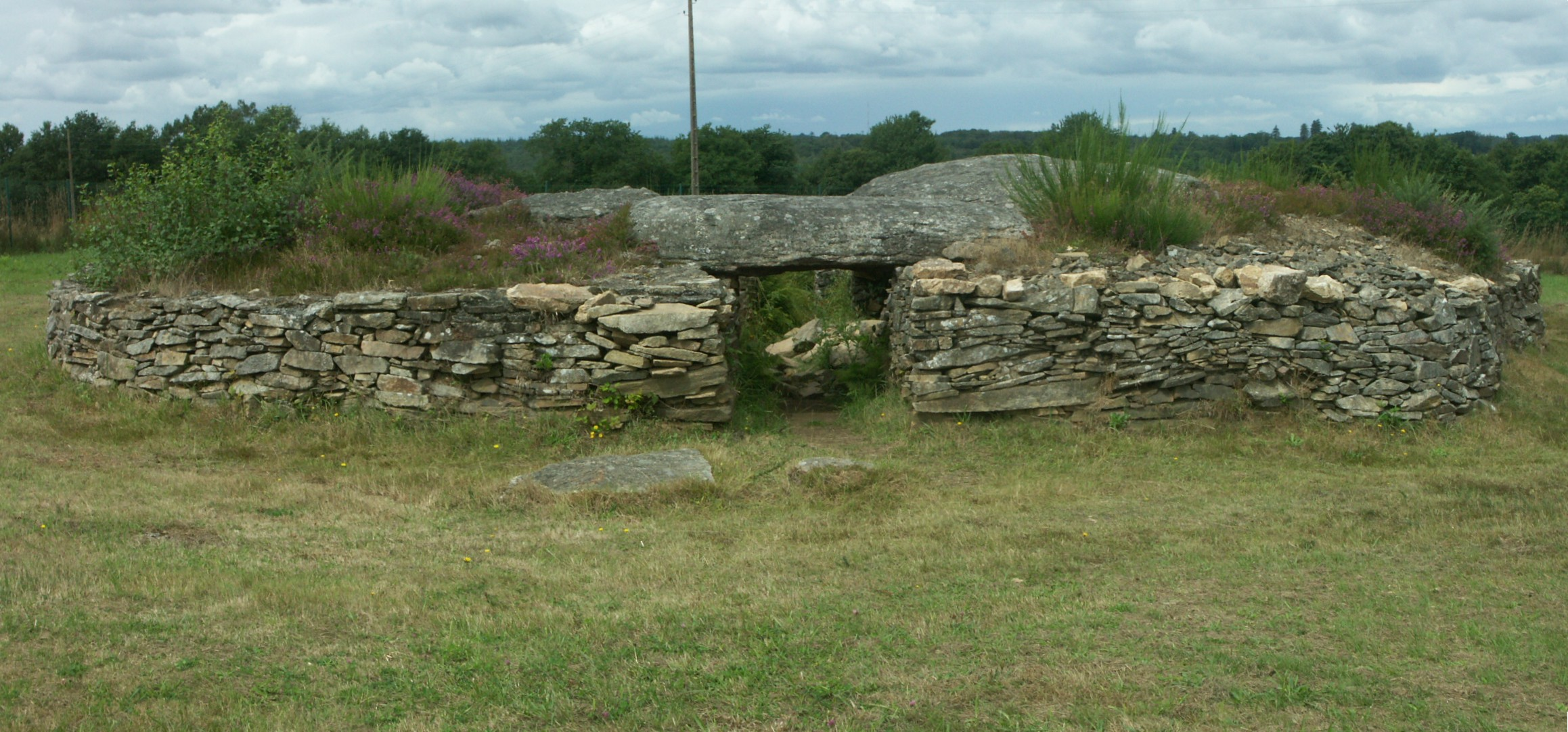
Vue d'ensemble.
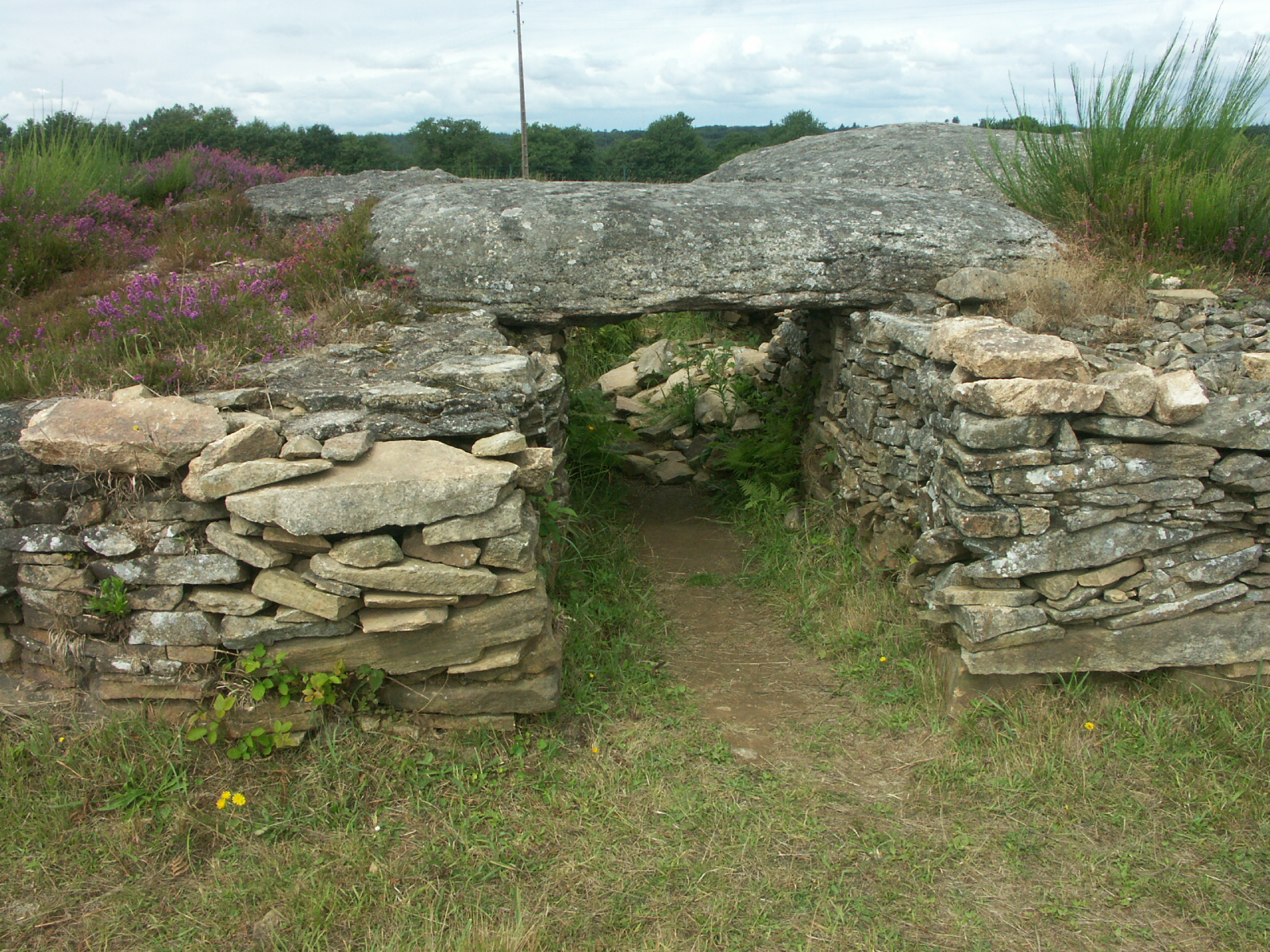
Entrée du dolmen.
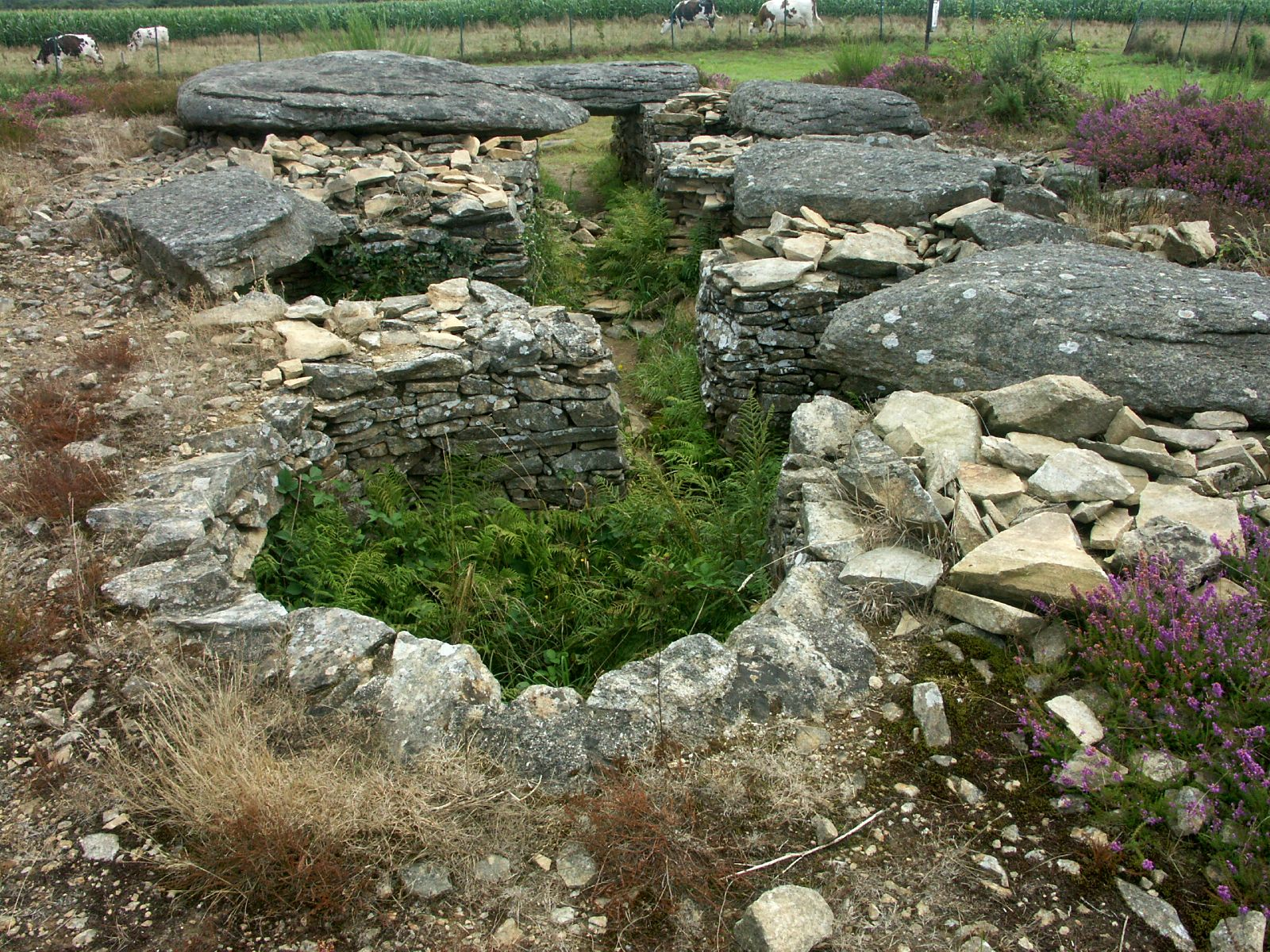
Vue extérieure des chambres.
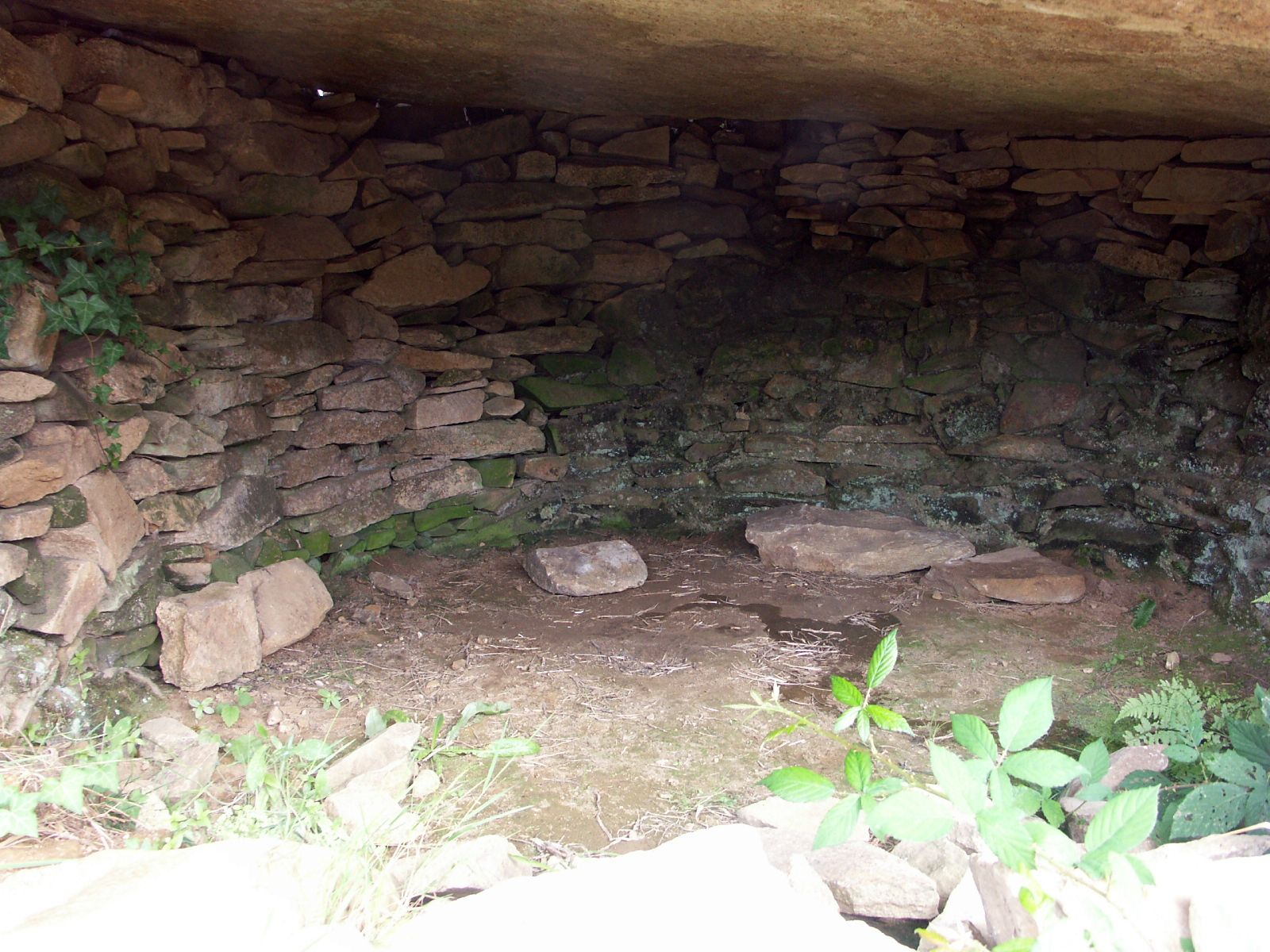
Vue intérieure d'une chambre.

Les chambres ont été fortement endommagées par des fouilles clandestines et elles n'ont livré aucun matériel archéologique intéressant. La fouille de l'entrée et de la première partie du couloir a, par contre, livrée des éclats de silex retouchés et surtout un matériel céramique très diversifié : un fragment de bol à épaulement au rebord finement ourlé, un bol tronconique, un petit gobelet, une écuelle à perforations biconiques, un vase à épaulement, un petit vase et des fragments d'un petit récipient comportant un décor à fines moulures incisées. Une très grande quantité de tessons de poteries néolithiques a également été retrouvée devant l'entrée du dolmen (fragments de bols, vases et divers récipients). L'ensemble présente des similitudes avec la poterie chasséenne. Le matériel archéologique recueilli comprend aussi une demi-douzaine de silex. Cette situation résulte probablement d'une « vidange » du dolmen par balayage.
Cinq datations au radiocarbone distinctes ont pu être réalisées sur des charbons de bois découverts devant la façade est du cairn, au fond des chambrettes et à l'entrée du couloir. L’ensemble pourrait correspondre à une édification du monument vers 3540 av. J.-C. suivi d'un abandon vers le milieu du IIIe millénaire av. J.-C..

### Dolmen de Min Goh Ru
Le dolmen dit de Min Goh Ru ou Mingoru (les « pierres rouges » en breton) est désormais détruit, mais l'emplacement du monument est encore visible à environ 20 m à l'est des cairns I et II. D'après la description donnée par Lallement, le dolmen comportait une chambre circulaire de 2,40 m de diamètre, recouverte d'une unique table de couverture (2,20 m de long, 1,40 m de large), orientée est-ouest, reposant sur des murs en pierre sèche et des dalles de 0,50 m de hauteur. Le sol de la chambre était dallé. Lallement ne mentionne aucune trace de couloir. Le mobilier archéologique découvert par Lallement est conservé dans les collections de la Société polymathique et comprend un grattoir et la partie supérieure d'un vase globuleux de belle facture.

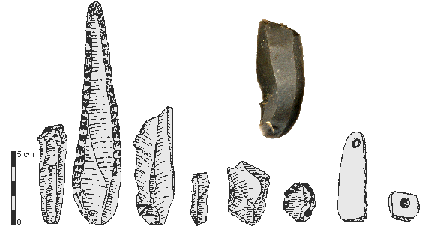
Représentation du mobilier trouvé lors des fouilles du dolmen de Motten Larcuste et photo d'une lamelle en silex gris trouvée à proximité en 1996.

### Tumulus de Motten Larcuste
Le tumulus dit de Motten Larcuste (la « motte Larcuste » en breton) est toujours visible. Il mesure 50 m de long d'est en ouest et 40 m de large du nord au sud pour une hauteur n'excédant pas 1,50 m. Lallement y mis au jour un coffre délimité par des murets en pierres sèches (2,65 m de long, 1,20 m de large, 0,70 m de profondeur) recouvert d'une unique dalle de pierre (2 m de long, 1,30 m de large). Dans le coffre, Lallement découvrit un petit vase à quatre anses.

### Dolmen de Motten Larcuste
Le dolmen dit de Motten Larcuste était situé à 300 m à l'est du village de Larcuste. La description sommaire donnée par Cussé semble indiquer que le monument correspondait à un cairn renfermant un dolmen à couloir. « La chambre a une hauteur de 0,80 m et une longueur totale de 3,20 m. la table seule a environ 2,20 m de longueur sur 2 m de largeur. ». Selon Cussé, le dolmen était inviolé. Le mobilier archéologique recueilli par Cussé comprend un matériel lithique en silex (trois couteaux dont un de 15 cm de long en silex du Grand Pressigny, une petite lame, un grattoir), deux pendeloques (une en talc, une en quartz jaune) et divers fragments de poterie. 
Plus récemment, deux éclats de silex, une grande lamelle en silex gris, un percuteur en quartz et deux fragments de poteries ont été trouvés à proximité (collection particulière).